# Lijst van grote Japanse steden
Dit is een lijst van grote steden in Japan. Het inwonertal is gebaseerd op cijfers van 2007.
Steden met meer dan 1.000.000 inwoners:
1. Tokio
2. Yokohama
3. Osaka
4. Nagoya
5. Sapporo
6. Kobe
7. Kioto
8. Fukuoka
9. Kawasaki
10. Saitama
11. Hiroshima
12. Sendai